# Westmoreland (Nuevo Hampshire)
Westmoreland es un pueblo ubicado en el condado de Cheshire en el estado estadounidense de Nuevo Hampshire. En el Censo de 2010 tenía una población de 1.874 habitantes y una densidad poblacional de 19,62 personas por km².

## Geografía
Westmoreland se encuentra ubicado en las coordenadas 42°58′5″N 72°25′51″O / 42.96806, -72.43083. Según la Oficina del Censo de los Estados Unidos, Westmoreland tiene una superficie total de 95.51 km², de la cual 92.7 km² corresponden a tierra firme y (2.94%) 2.81 km² es agua.

## Demografía
Según el censo de 2010, había 1.874 personas residiendo en Westmoreland. La densidad de población era de 19,62 hab./km². De los 1.874 habitantes, Westmoreland estaba compuesto por el 98.4% blancos, el 0.37% eran afroamericanos, el 0.27% eran amerindios, el 0.48% eran asiáticos, el 0% eran isleños del Pacífico, el 0.32% eran de otras razas y el 0.16% pertenecían a dos o más razas. Del total de la población el 0.69% eran hispanos o latinos de cualquier raza.